# Coll de Trilla
El Coll de Trilla és una collada de 831 metres d'altitud del terme municipal de la Molsosa, a la comarca del (Solsonès).
Es troba a prop i a llevant del poble de la Molsosa, a tocar de la Molsosa Vella. És a la part de ponent de la Serra del Pal, a llevant del Pla de Trilla. Hi passen el GR 7 i pistes rurals